# Alekséievka (Penza)
Alekséievka - Алексеевка (rus)— és un poble de l'óblast de Penza. Rússia. El 2010 tenia 224 habitants.